# 오다 폰 할덴슐레벤
오다 폰 할덴슐레벤(독일어: Oda von Haldensleben: 955년경 또는 960년경-1023년}은 중세 초기의 독일인 귀족 여성이며 폴란인의 공작비였다. 신성로마제국 북방변경의 초대 변경백 디트리히 폰 할덴슐레벤의 장녀다.
그는 마그데부르크 북쪽 밀데강 근교의 칼베 수도원에서 자랐다. 그 수도원의 수녀가 되었다가 이후 폴란인의 공작 미에슈코 1세와 결혼하여 슬하에 다음 세 명의 아들을 두었다.
1. 미에슈코 미에슈코비치(979년생-992년/995년 이후 졸)[2]
2. 스비에토페우크 미에슈코비치(980년경생-991년 이전 졸??)[2]
3. 람베르트 미에슈코비치(981년경생-992년 또는 995년 이후 졸)

오다와 아들들은 1080년경의 다고메 이우덱스에서 그 존재가 발견된다. 이 문서는 현존하는 최고(最古)의 폴란드 공문서로, 폴란인의 공작 "다고"(미에슈코 1세로 상정됨)가 교황 요한 15세에게 땅을 바치고 교황의 봉신으로서 땅을 다시 받는다는 내용이다. 이 문서는 원본은 아니고, 원본은 미에슈코 1세가 사망하기 직전인 991년 또는 992년경에 작성되었을 것으로 추측된다. 여기에 미에슈코와 알베르트 두 아들의 이름이 나오며, 스비에토페우크는 언급되지 않는 것으로 보아 991년 이전에 이미 죽은 것 같다.
미에슈코 1세의 적장자 볼레스와프 1세 흐로브리도 언급되지 않는데, 아마 먼저 자기 몫의 영지(마워폴스카로 추측)를 받아 독립했기 때문으로 보인다. 이 문서 자체가 자기 소생 아들들이 받은 유산을 의붓아들 볼레스와프 1세로부터 지키기 위해 오다가 주도해 작성한 것이라고 추측된다.
992년 5월 25일 미에슈코 1세가 사망한 뒤 볼레스와프 1세는 이복형제들과 다투어 그들의 영지를 뺏고 계모와 이복형제들을 나라 밖으로 추방했다. 문헌에 따라 이 전쟁은 불과 몇 주만에 끝났다고도 하고, 995년에 종전되었다고도 한다.
독일로 돌아간 오다는 쿠에들린부르크의 수도원에 들어가 수녀가 되었고, 남편이 죽은지 거의 30년 뒤인 1023년에야 사망했다. 두 아들이 어떻게 되었는지는 알려진 바 없다. 다만 1032년 미에슈코 2세 람베르트가 망하자 오다의 손자 디트리히(미에슈코 또는 람베르트의 아들)가 폴란드로 가서 땅을 차지했다. 그러나 1년 뒤 통제권을 되찾은 미에슈코 2세에 의해 도로 쫓겨났다.